# Shi yue wei cheng
Shi yue wei cheng (bra: Guarda-Costas e Assassinos) é um filme sino-hong-konguês de 2009, dos gêneros ação e drama histórico, dirigido por Teddy Chan.

## Sinopse
Em 1905, Sun Yat-sen chega em Hong Kong, colónia inglesa, para discutir seus planos revolucionários com os afiliado à Tongmenghui. A Imperatriz Viúva Cixi manda alguns sicários, chefiados para Yan Xiaoguo, para matar Sun Yat-sen. O professor Chen Shaobai chega a Hong Kong no mesmo dia que Sun Yat-sen, para encontrar Li Yutang, um empreendedor que dá ajuda financeira à Tongmenghui. Os dois formam um grupo de gente de rua (condutores de riquixá, vendedores de rua, e um mendigo) para que façam de guarda-costas à Sun Yat-sen quando terá a conferencia. O filho de Li deverá travestir-se de Sun Yat-sen para desviar os sicários quando ele deixar a cidade.

## Elenco
- Nicholas Tse ..... Deng Sidi - Si (鄧四弟 / 阿四)
- Leon Lai ..... Liu Yubai (劉郁白)
- Wang Xueqi ..... Li Yutang (李玉堂)
- Tony Leung Ka-fai ..... Chen Shaobai (陳少白
- Hu Jun ..... Yan Xiaoguo (閻孝國)
- Eric Tsang ..... Smith (史密夫)
- Simon Yam ..... Fang Tian (方天)
- Li Yuchun ..... Fang Hong (方紅)
- Mengke Bateer ..... Wang Fuming (王復明)
- Fan Bingbing ..... Yueru (月茹)
- Zhou Yun
- Wang Po-chieh
- Cung Le ..... Sa Zhenshan (薩鎮山), assassino
- Xing Yu ..... Hei Man (黑滿), assassino
- Che Jianhui ..... Hou Lie (侯烈), assassino
- To Yu-hang ..... Nie Zhongqing (聶忠清), assassino
- Philip Ng ..... Bai Que (白缺), assassino
- Liu Guangning ..... (慈禧太后)
- Zhang Jianya ..... Boss Feng (馮老闆)
- Fang Ge ..... o eunuco
- Ou Ning ..... Huang Shizhong (黃世仲)
- Xu Shouqin ..... Tan Jiu (譚九)
- Wang Yachao ..... Bao Shi (包十)
- Mak Wing-lun ..... jogador de hazr
- Wei Yibo ..... Rong Kai (容開)
- Chang Huo ..... policial
- Huang Jianye ..... policial
- Huang Weiliang ..... policial
- Philip Vasels ..... superior de Smith

## Prémios
- 2010: 29.º Prêmio Cinematográfico de Hong Kong
  - Melhor filme[carece de fontes?]
  - Melhor diretor (Teddy Chan)[carece de fontes?]
  - Melhor ator de suporte (Nicholas Tse)[carece de fontes?]
- 16a Hong Kong Film Critics Society Awards
  - Melhor filme de Merito[carece de fontes?]
  - Melhor ator (Wang Xueqi)[carece de fontes?]
  - Melhor ator de suporte (Nicholas Tse)[carece de fontes?]
- 47a Golden Horse Awards
  - Melhor figurino e maquiagem (Dora Ng Li-lo)[carece de fontes?]